# Вовчі гори
Во́вчі го́ри — ботанічна пам'ятка природи місцевого значення в Україні. Розташована в межах Новосанжарської селищної громади Полтавського району Полтавської області, поруч із селом Лелюхівка.

## Опис
Площа 11,9 га. Статус присвоєно згідно з рішенням Новосанжарської селищної ради від 30.07.2003 року та рішенням Полтавської облради від 23.03.2005 року. Перебуває у віданні: Лелюхівська сільська рада.
Територія засаджена бузком, горобиною, кленами, березами, також є популяція ковили волосистої, що занесена до Червоної книги України. На зелених пагорбах обладнані місця для відпочинку.

## Історія
Назва пагорбів, ймовірно, пов'язана з тим, що на цьому місці раніше водилися вовки. 
У 2008 році на місці колишнього стихійного смітника силами місцевого самоврядування та громади закладено молодий дубово–липовий парк.

## Галерея

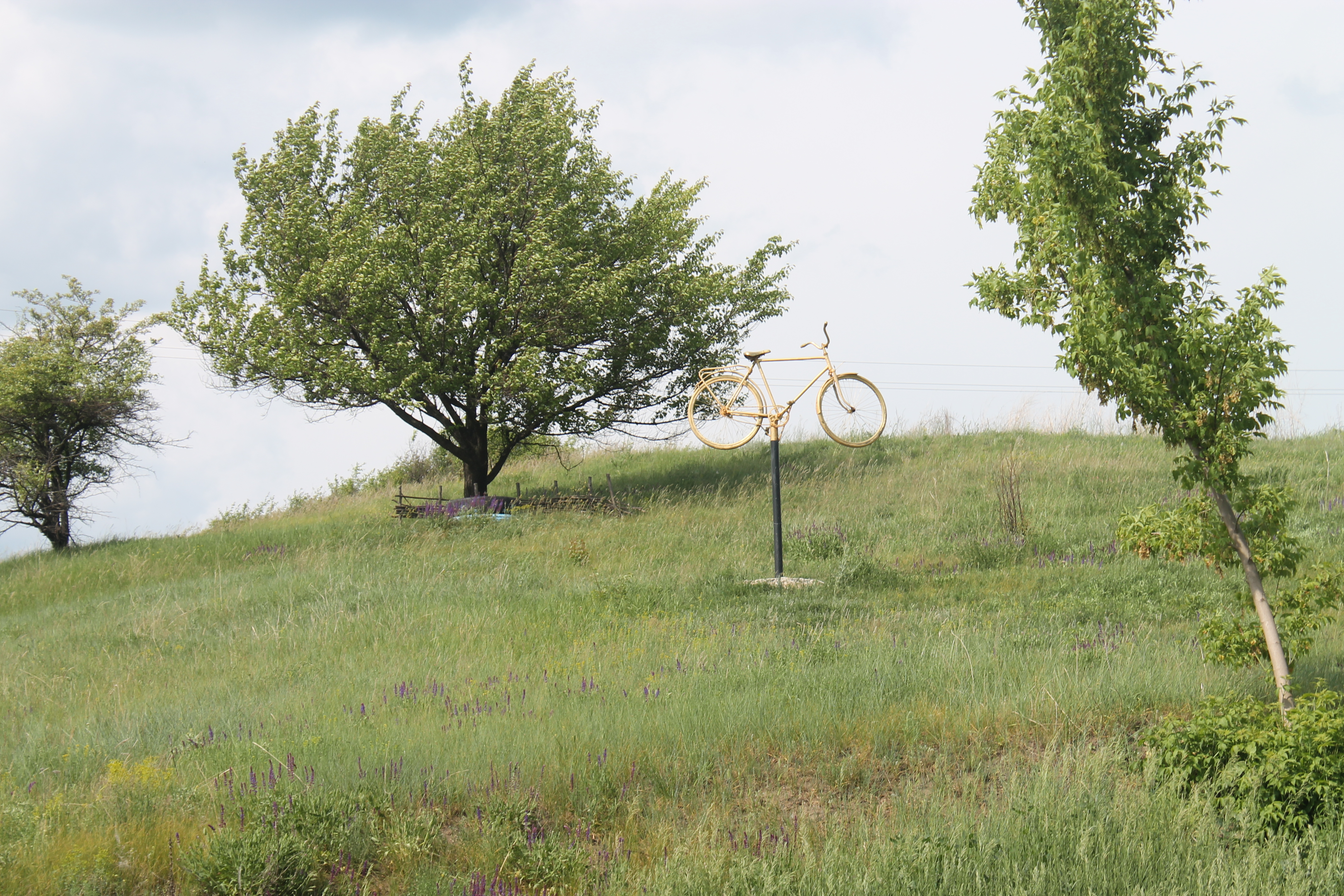
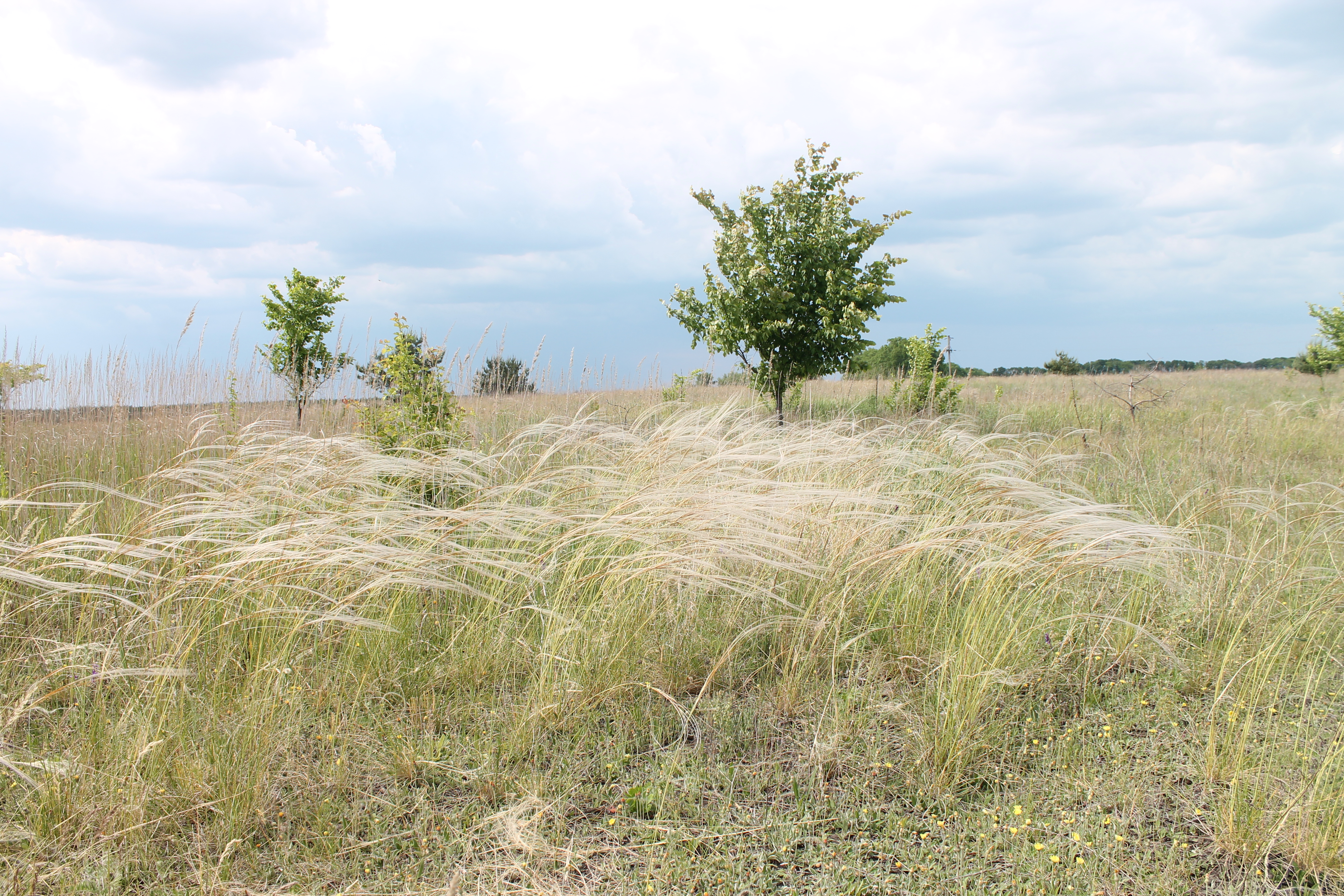
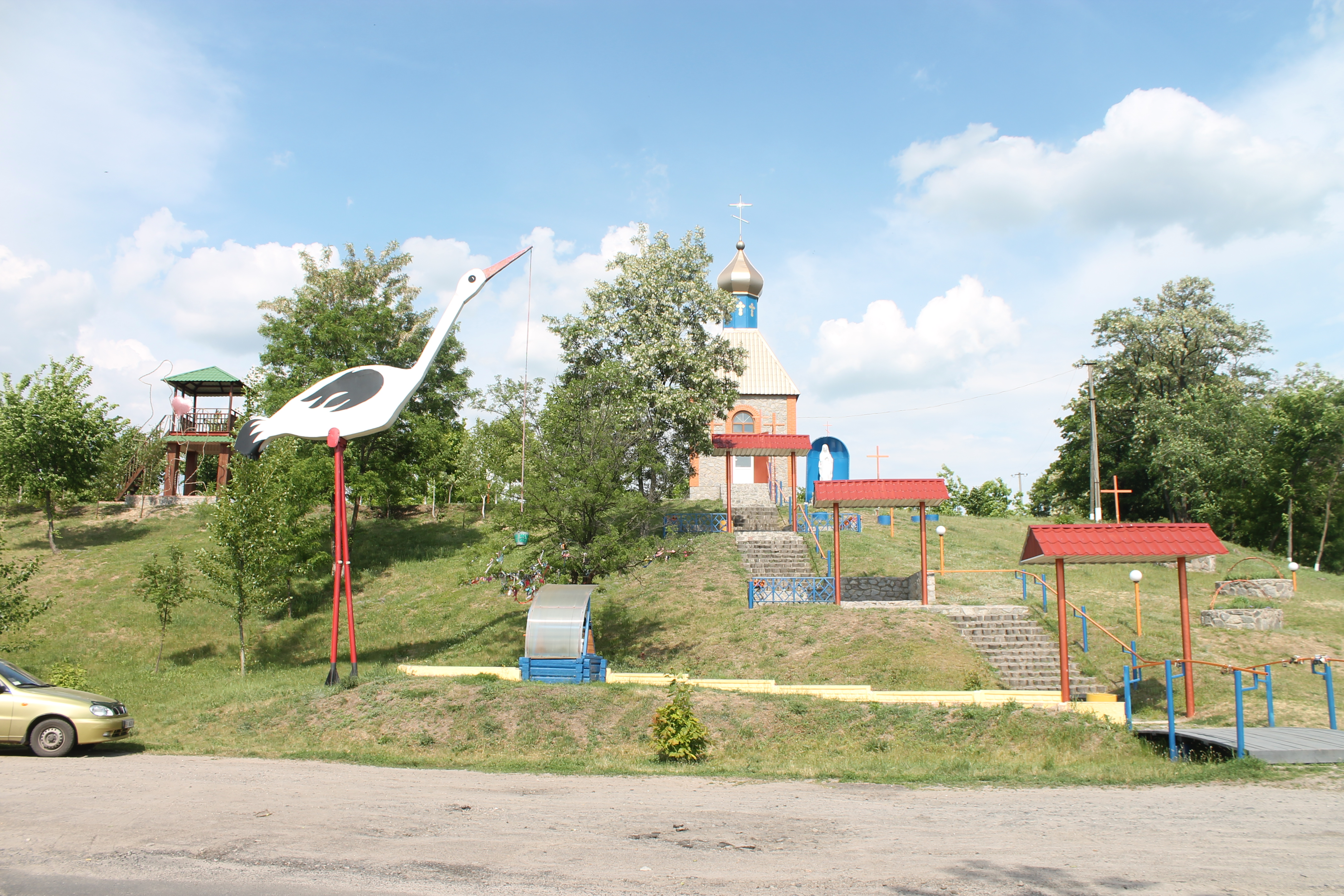